# Absolute Chronologie
Die absolute Chronologie ist ein Fachbegriff in der Archäologie. Er bezeichnet im Gegensatz zur relativen Chronologie eine auf einen Kalender bezogene Chronologie. Während die relative Chronologie die Frage beantwortet, ob ein Gegenstand älter oder jünger als ein anderer ist, erlaubt die absolute Chronologie die Einordnung eines Objekts in einen bestimmten Zeitpunkt oder Zeitraum. Dabei kann es sich um ein genaues Datum oder eine Zeitspanne (z. B. Jahr, Jahrzehnt, Jahrhundert oder Jahrtausend) handeln.
Methoden, die relative Chronologien in absolute Chronologien überführen, sind z. B. der Bezug auf historisch datierbare Ereignisse (z. B. im Falle von Pompeji oder des Grabs Childerichs I.), die Münzdatierung, die Dendrochronologie oder mit Resttoleranzen die Radiokohlenstoffmethode.